# 貝爾格雷夫山
76°36′S 162°1′E / 76.600°S 162.017°E
貝爾格雷夫山（英語：Mount Belgrave），是南極洲的山峰，位於維多利亞地的斯科特海岸，處於克里克山以西1.5英里，海拔高度約1,200米，現時由南極條約體系管理。